# Oidor

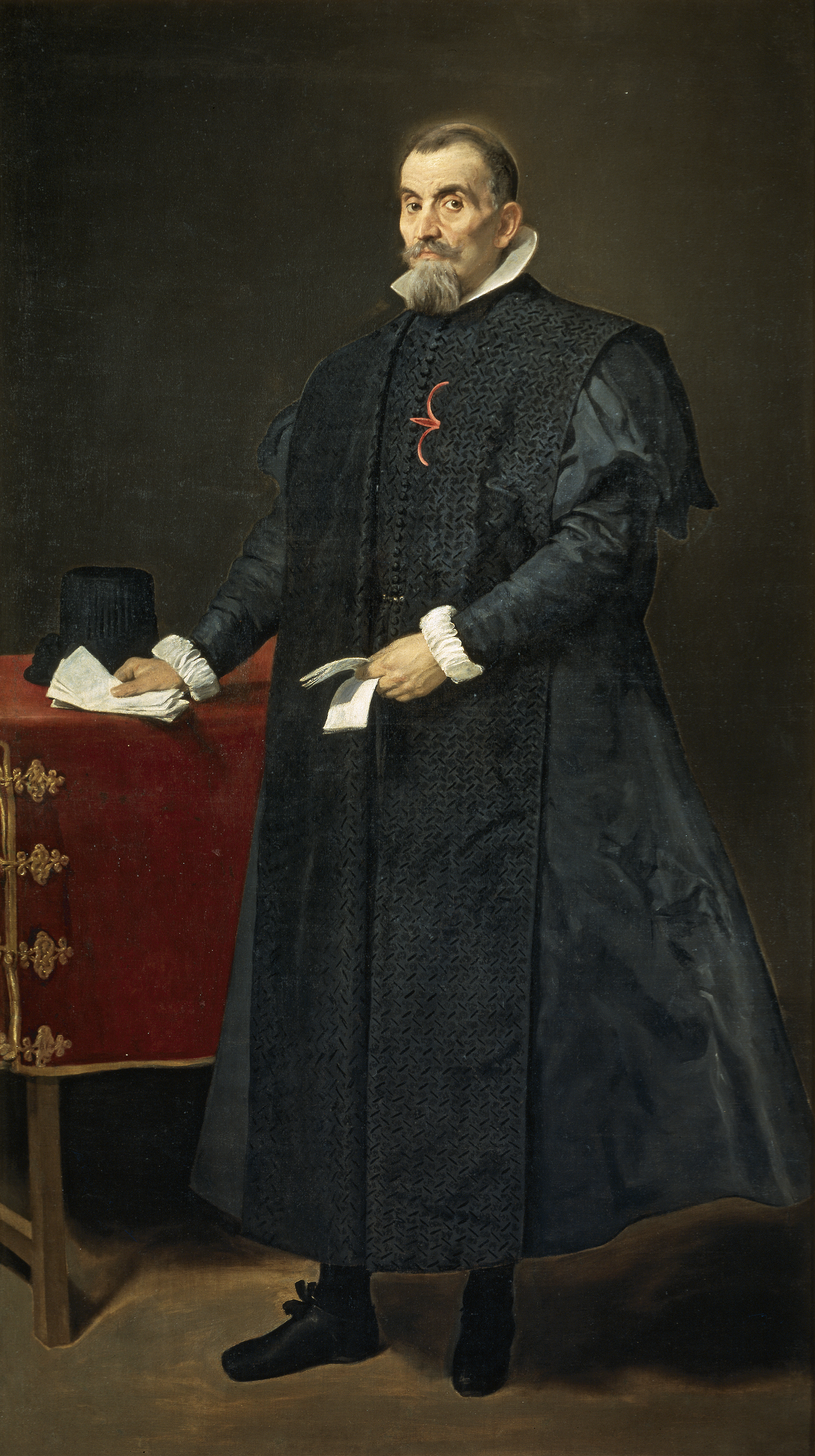
Retrato de Don Diego del Corral y Arellano, oidor del Consejo de Castilla. Pintura de Diego Velázquez.

Oidor era la denominación de los jueces miembros de las Reales Audiencias o Cancillerías, tribunales colegiados originarios de Castilla, que se convirtieron en los máximos órganos de justicia dentro del Imperio español. Su nombre proviene de su obligación de escuchar (oír) a las partes en un proceso judicial, particularmente durante la fase de alegatos.

## Origen del oficio
Correspondiendo al rey la tarea de administrar justicia personalmente, las Cortes de Alcalá de 1348 solicitan que al menos una o varias veces por semana se sentara públicamente para juzgar y que lo hiciera reunido con sus asesores, delegando en ellos sus poderes, de modo que estas personas pudieran juzgar en su nombre. Los oidores constituyen un órgano nuevo, la Audiencia, delegada del rey y en estrecha vinculación con el ejercicio personal de la justicia apareciendo en estas cortes como órgano específico.

## En América y Filipinas hispanas
En las provincias españolas en América y Filipinas, los oidores fueron concentrando facultades y atribuciones que en la metrópoli (España) correspondían a otros funcionarios. Así, los oidores de las audiencias americanas se desempeñaban no solo como jueces de dicho tribunal, sino que también asumían cargos como «juez de la Santa Cruzada», «juez de censos», «juez de bienes de difuntos» u «oidor juez de casados». En México y Lima, donde existía el cargo de alcalde del crimen, también era frecuente que un oidor pasara a actuar como tal.
Respecto a las características que debía reunir un oidor, el jurista español Juan de Solórzano Pereira, estudioso del derecho colonial del Imperio español en América escribía en 1647:

"Siendo, pues, tantas y tales las cosas que se fían de las Audiencias, con razón se debe procurar que los oidores y demás ministros que se
nombran y envían a ellas no solo tengan las dotes de ciencia, prudencia y demás virtudes que continuamente se requieren en los demás magistrados,… sino que aun sean los más aventajados en ellas que ser pudiere, y por consiguiente se elijan… de los mejores, más probados y experimentados sujetos… y con esperanzas y promesas de que procediendo bien ellos, serán brevemente traídos y promovidos a los de España."

Los oidores y el virrey formaban el Real Acuerdo, donde se tomaban las decisiones ejecutivas de especial importancia. Además, ante la muerte o incapacidad del gobernador o virrey titular, el oidor más antiguo (u oidor decano) llegó a desempeñar el cargo como interino (aunque también la misma Audiencia llegó a ejercerlo como cuerpo colegiado).

### Oidor juez de casados
El oidor juez de casados fue un tipo especial de juez que surgió producto de la separación de hecho de muchos matrimonios durante la conquista de América. Como muchos maridos que se embarcaban hacia el Nuevo Mundo abandonaban a sus esposas legales y se amancebaban con indígenas o blancas, la Corona consideró necesario instituir jueces especialmente dedicados a obligar, mediante coerción legal, a que se produjera la reunión de los cónyuges.
Un ejemplo de esta situación fue el dictamen de la Real Audiencia de Lima bajo su presidente, el Pacificador Pedro de la Gasca, que obligó al conquistador de Chile, Pedro de Valdivia, a repudiar a su amante, Inés de Suárez, obligándolo a buscar a su esposa, Marina Ortiz de Gaete.[cita requerida]
Después las funciones de este funcionario evolucionaron, hasta encargarse de todo tipo de demandas judiciales surgidas entre cónyuges.

## Oidor eclesiástico
Producto del uso generalizado del término también se llamó oidores a los clérigos jueces de los tribunales eclesiásticos.